# 文化三角地帯

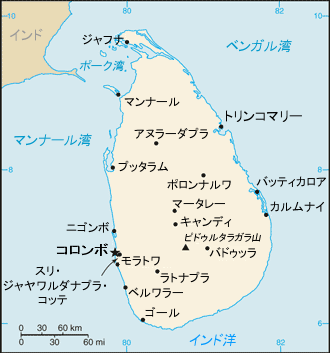
スリランカの地図。北中部のアヌラーダプラ、その南東のポロンナルワ、島中央部のキャンディを結ぶ三角形が文化三角地帯。

文化三角地帯 (Cultural triangle) は、スリランカのほぼ中央に位置する古代遺跡が集中するエリアのことである。アヌラーダプラ、ポロンナルワ、キャンディの3都市を結ぶ三角形の中に、シーギリヤ、石窟寺院のあるダンブッラ、ミヒンタレー、ナーランダなど、スリランカで重要な遺跡が多く含まれている。

## 歴史
1977年、セイロンからスリランカへと体制が変換されたことをきっかけとして、国家遺産省考古局はユネスコに対して文化財保護を求めるキャンペーンを実施した。この活動をきっかけとして1980年には「ユネスコスリランカ文化三角地帯プログラム」が設立され、範囲内の各遺跡で保全プログラムが実施された。その後1982年にアヌラーダプラ、ポロンナルワ、シーギリヤが国内初の世界遺産に登録されると、これらは「文化三角地帯」プロジェクトの成果として国際的な注目を得るようになった。